# Brigittenau (Wien)
Brigittenau ( [bʀiˌɡɪtəˈnaʊ̯] ?) er den 20. af Wiens 23 bydele (bezirke).
I perioden 1848 til 1850 var Brigittenau en del af den selvstændige kommune Zwischenbrücken i Wien.
48°14′12″N 16°22′10″Ø / 48.23667°N 16.36944°Ø